# Danakilia franchettii
Рід Danakilia є монотиповим
родом риб родини цихлові, він складається лише з виду  Danakilia franchettii (Vinciguerra 1931)
Розповсюджений в Еритреї та Ефіопії - регіон Афар.